# 小头海蛇
小头海蛇（学名：Microcephalophis gracilis）为眼镜蛇科海蛇亞科的爬行动物。分布于由波斯湾向东经印度半岛、中南半岛沿海到印澳海域至巴布亚新几内亚沿海以及中国大陆的福建、广东、海南、广西沿海等地，多栖息于沿海浅海海域。
其种加词来源于拉丁文“gracilis”，意为“纤细的”。